# Plan Hausnera

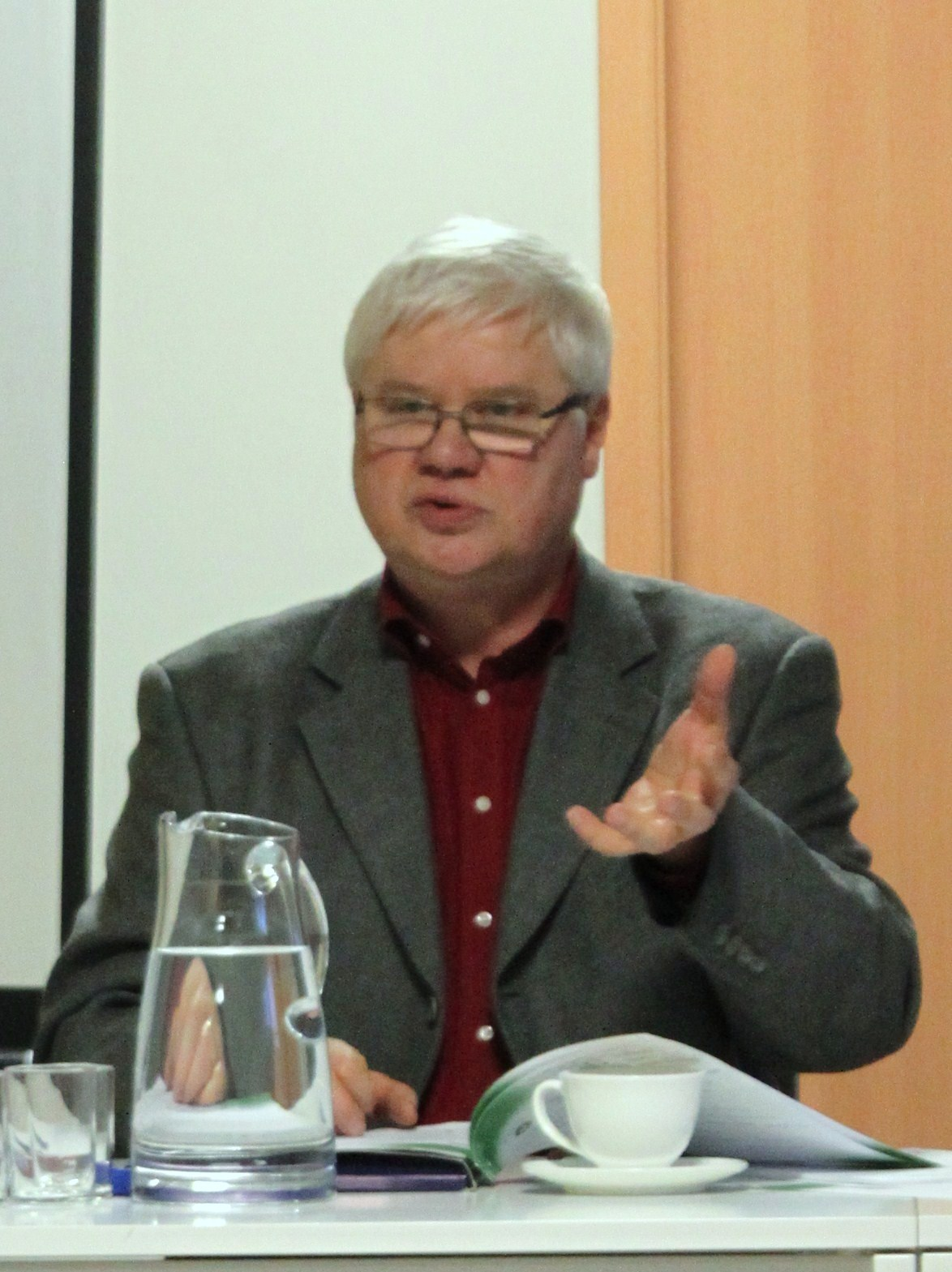
Jerzy Hausner

Plan Hausnera (właściwie "Program Uporządkowania i Ograniczania Wydatków Publicznych") – to plan naprawy finansów publicznych Rzeczypospolitej autorstwa byłego wicepremiera oraz ministra gospodarki i pracy Jerzego Hausnera. Plan został przyjęty przez rząd Leszka Millera 27 stycznia 2004 roku, jego  realizacją zajmował się również rząd premiera Marka Belki. 
Plan był reakcją na zwiększający się dług publiczny - w 2004 roku wyniósł 480 mld zł i był bardzo blisko poziomu 55% w stosunku do PKB, oraz deficyt budżetowy – wynoszący ówcześnie 45 mld, czyli ponad 5% PKB. W ramach walki kryzysem finansów publicznych 4 marca uchwalono zapisy likwidujące "trzynastą pensję" dla osób zajmujących kierownicze stanowiska w państwie. Dodatkowe wynagrodzenia stracili m.in. prezydent, premier, ministrowie, marszałkowie Sejmu i Senatu, posłowie, senatorowie, przewodniczący Krajowej Rady Radiofonii i Telewizji, RPO, prezesi NIK i NBP oraz wójtowie, burmistrzowie i prezydenci miast, marszałkowie województw.

## Założenia
Plan reform Hausnera miał przynieść oszczędności rzędu blisko 30 miliardów złotych w latach 2004-2007, z czego 5,9 mld zł w samym 2005 roku, i obniżyć potrzeby pożyczkowe państwa o 50 miliardów. Leszek Miller zapowiadał, że w przypadku odrzucenia przez Sejm planu Hausera, konieczne będą przedterminowe wybory.
"Program Uporządkowania i Ograniczania Wydatków Publicznych" Rada Ministrów przyjęła 8 października 2003 r. Składał się on z trzech części:
1. Pierwsza dotyczyła gospodarki, przede wszystkim restrukturyzacji grupy Polskich Kolei Państwowych (400 mln zł), restrukturyzacji górnictwa (380 mln zł rocznie), restrukturyzacji finansowej publicznych zakładów opieki zdrowotnej (250 mln zł), likwidacji nieefektywnych systemów dopłat (70 mln zł), oraz zmianie zasad finansowania potrzeb obronnych Polski (1,26 mld zł w 2005 roku). 
2. Druga obejmowała działania w zakresie administracji, a także wydatków i wpływów państwowej kasy. M.in. oszczędności miały polegać na zmniejszeniu liczby stanowisk w agencjach i funduszach państwowych, ministerstwach, urzędach wojewódzkich, powiatowych i gminnych (54,6 mln zł), wykorzystaniu samochodów służbowych (5 mln zł), telefonów komórkowych. Te dwa obszary miały do końca 2007 roku przynieść oszczędności rzędu 20 mld zł. 
3. Trzecia to reforma wydatków socjalnych państwa nazwana "Planem ograniczenia wydatków społecznych", przyjęta w styczniu 2004 roku. Zakładała głównie zmiany w pracowniczym i rolnym systemie ubezpieczeń (KRUS) oraz systemie pomocy osobom niepełnosprawnym. Oszczędności szacowane w tym obszarze miały przynieść w 2007 r. 12 mld zł (suma za lata 2004-2007 to około 30 mld zł). 

## Realizacja
20 kwietnia uchwalono ustawy, które zachęcały pracodawców do zatrudniania bezrobotnych osób i odbiurokratyzowały urzędy pracy. Te nie wypłacały już świadczeń przedemerytalnych czy rodzinnych. 10 dni później przyjęto nowe warunki przechodzenia na wcześniejszą emeryturę. W lipcu Sejm przegłosował ustawę likwidującą coroczną waloryzację emerytur i rent w przypadku, gdy inflacja nie przekroczy 5%.
19 listopada upadł rządowy projekt ustawy przewidującej stopniowe wydłużenie wieku emerytalnego kobiet do 65. roku życia. Przeciwko głosowali posłowie SLD i SDPL.